# Епархия Банбери
 Епархия Банбери  (лат. Dioecesis Bumburiensis) — епархия Римско-Католической церкви с центром в городе Банбери, Австралия. Епархия Банбери входит в митрополию Перта. Кафедральным собором епархии Банбери является собор Пресвятой Девы Марии.

## История
12 ноября 1954 года Римский папа Пий XII выпустил буллу «Benigna illa», которой учредил епархию Банбери, выделив её из архиепархии Перта.

## Ординарии епархии
- епископ Lancelot John Goody (12.11.1954 — 18.10.1968) — назначен архиепископом Перта;
- епископ Myles McKeon (6.03.1969 — 18.02.1982);
- епископ Peter Quinn (26.03.1982 — 20.12.2000);
- епископ Gerald Joseph Holohan (11.06.2001 — по настоящее время).

## Источник
- Annuario Pontificio, Libreria Editrice Vaticana, Città del Vaticano, 2003, ISBN 88-209-7422-3
- Булла Benigna illa, AAS 47 (1955), стр. 198  (лат.)